# 緑化工学
緑化工学（りょっかこうがく）とは、自然科学分野における農学生命科学のうち、緑化工についての学問である。当該の学会としては、日本緑化工学会がある。　

## 概要
園芸・造園分野のうち緑化に関する技術、みどりを生やせる・または増やす技術を学術範囲としているが、農学・農業工学・森林生態科学分野の技術を主に応用し、また生態保全学などの場所を蘇らせる自然再生、自然環境復元などをも範囲としてカバーしている。
緑化工学での緑化は、分化した生態系の修復や裸地に樹木草花を導入を意味し、本来的には法面（のりめん）保護など防災目的として発達した学問であったが、現在は修景緑化など、環境配慮やうるおいを与える等の目的から学術研究が多くなされてもいる。
このため、屋上・壁面・人工地盤などの緑化、法面緑化など、日照の制約など、厳しい環境条件下で、植栽やその維持管理を可能にする技術の研究開発、緑化用資材や土壌開発・改良、緑化用植物・緑化用肥料、緑化資材（コンテナ）といった材料研究やターフ状芝などや運動場の芝に適した土壌研究なども守備範囲としている。
　
なお、緑化工学技術者・従事者は、技術士の区分では、技術士総合技術監理部門では、森林－林業、技術士森林部門（選択分野は林業や森林土木）、また場合によっては技術士建設部門（選択分野は建設環境）、技術士環境部門などを取得している。

## 緑化工学を教育する機関
緑化工関係の学科・講座・研究室等をもつあるいは教員がいる大学一覧。これらの教員は通常は農学部出身で、農学系学部の造園や森林科学系の学科や課程、専攻分野に在籍していることが多い。
- 北海道大学大学院農学院 環境資源学部門森林資源科学分野、森林管理保全学分野ほか
- 北海道大学大学院農学院 環境生物科学部門
- 北海道工業大学 空間創造学部都市環境学科自然再生研究室
- 帯広畜産大学 畜産学部 畜産科学課程 環境農学ユニット
- 岩手大学 農学部 農林環境科学科森林科学講座
- 山形大学 農学部 生物環境学科
- 宇都宮大学 農学部森林科学科
- 足利大学 工学部 都市環境工学科環境保全計画研究室
- 茨城大学 農学部地域環境科学科
- 筑波大学 生命資源学群 生物資源学類
- 埼玉大学 工学部建設工学科 水理研究室
- 人間環境大学 人間環境学部 人間環境学科
- 早稲田大学理工学総合研究センター
- 千葉大学 園芸学部 緑地環境学科 緑地科学プログラム
- 東京大学大学院農学生命科学研究科 生圏システム学専攻
- 東京農業大学 地域環境科学部 造園科学科、森林総合科学科、短期大学部環境緑地学科
- 東京農工大学 農学部 環境資源科学科 地域生態システム学科（景観生態学研究室等）
- 東京工業大学大学院　環境理工学創造専攻（梅干野研究室等）
- 明治大学 農学部 農学科（緑地工学研究室 応用植物生態学研究室、アメニティ緑地学研究室等）
- 日本大学生物資源科学部  生物環境工学科、森林資源科学科
- 東京都市大学 環境情報学部 環境情報学科吉崎真司研究室
- 慶應義塾大学総合政策学部 大澤研究室
- 横浜国立大学大学院 環境情報研究院
- 新潟大学 農学部 生産環境科学科
- 静岡大学 農学部 環境森林科学科
- 静岡大学 農学部 共生バイオサイエンス学科
- 信州大学 農学部 森林科学科砂防緑化工学研究室ほか
- 信州大学附属アルプス圏フィールド科学教育研究センター
- 名古屋大学大学院生命農学研究科 生物環境科学専攻
- 名古屋大学農学部 生物環境科学科
- 名古屋大学大学院 環境学研究科
- 名城大学 農学部生物環境科学科
- 名城大学 理工学部環境創造学科
- 豊橋技術科学大学 エコロジー工学系（生物基礎工学大講座、生物応用光学大講座、生態環境工学大講座）
- 豊橋技術科学大学 建設工学系建築環境工学研究室
- 岐阜県立国際園芸アカデミー
- 岐阜大学 応用生物科学部 生産環境科学課程環境生態科学コース
- （岐阜大学 応用生物科学部 応用生物科学科）
- 三重大学 生物資源学部 共生環境学科
- 滋賀県立大学 環境科学部環境生態学科
- 京都大学大学院農学研究科・農学部 森林科学専攻山地保全学講座
- 京都大学大学院地球環境学堂・地球環境学舎・三才学林 地球親和技術学廊
- 京都府立大学 大学院農学研究科 生物生産環境学専攻
- 京都府立大学 生活環境学部 環境デザイン学科生活デザイン専攻
- 大阪府立大学 生命環境科学部 緑地環境科学科
- 大阪府立大学大学院 生命環境科学研究科 緑地環境科学専攻
- 近畿大学 農学部
- 大阪工業大学 工学部 環境工学科 グリーンテクノロジー
- 神戸芸術工科大学 芸術工学部環境建築デザイン学科
- 神戸大学農学部 生物環境制御学科
- 和歌山大学 システム工学部環境システム学科
- 岡山大学 農学部
- 岡山大学大学院 環境学研究科生態系保全学講座
- 岡山大学大学院 環境学研究科生命環境学専攻
- 岡山理科大学 総合情報学部 生物地球システム学科
- 広島大学 総合科学部 環境科学部門自然環境研究
- 県立広島大学 生命環境学部環境科学科
- 鳥取大学 農学部フィールドサイエンスセンター
- 鳥取大学 農学部生物資源環境学科 緑化保全
- 津山工業高等専門学校 機械工学科 竹資源高度利用研究室
- 島根大学 農学部生態環境科学科
- 山口大学
- 香川大学 創造工学部 創造工学科 建築・都市環境コース環境生態学分野
- 愛媛大学大学院農学研究科食料生産学専攻・農学部食料生産学科植物工場システム学コース緑化環境工学研究室
- 徳島大学大学院 ソシオテクノサイエンス研究部エコシステムデザイン部門流域圏マネジメント工学
- 高知大学 農学部暖地農学科森林科学部門
- 九州大学 農学研究院 森林資源科学部門
- 宮崎大学 農学部生物環境科学科 森林環境工学分野
- 鹿児島大学 農学部生物環境学科
- 琉球大学 農学部生産環境学科

### 緑地環境系の講座・研究室等
- 北海道大学農学部 生物資源科学科 園芸緑地学講座 花弁・緑地計画学分野
- 弘前大学 農学生命科学部 地域環境科学科 地域環境計画学講座- 山地環境計画学
- 筑波大学 理工学群 社会工学類都市計画専攻 緑地環境計画学研究室ほか
- 東京大学農学部 森林風致学研究室（旧林学科造林学第二研究室造園学教室）
- 東京大学工学部 都市工学科 環境デザイン研究室
- 東京農工大学 農学部 地域生態システム学科 生態系計画学講座
- 日本大学生物資源科学部 植物資源科学科 緑地環境計画学研究室
- 桐蔭横浜大学 工学部 医用工学科 涌井史郎・飯島健太郎 研究室
- 信州大学 農学部 森林科学科 緑地環境文化学講座
- 福井県立大学 生物資源科学部 生物資源学科 植物資源学研究領域
- 名城大学 農学部 生物資源学科 花弁造園学研究室
- 名古屋造形大学 造形学部 デザイン学科 建築・空間デザインコース 岡村研究室
- 京都造形芸術大学 芸術学部環境デザイン科
- 大阪工業大学 工学部 環境工学科 生命環境学研究室
- 大阪芸術大学 芸術学部環境デザイン学科
- 兵庫県立淡路景観園芸学校
- （兵庫県立大学大学院自然環境科学研究所 自然環境系、景観園芸系、田園生態系等）
- 兵庫県立大学環境人間学部 環境人間学科 生活環境学、社会システム環境学、文化環境学 地域創造コース
- 岡山大学 環境理工学部 環境管理工学科 環境経営学講座/景観管理学分野
- 広島大学 総合科学部 自然環境研究コース 根平・中越研究室（景観生態学 都市・緑地生態学）
- 公立鳥取環境大学
- 九州大学 芸術工学部 環境設計学科 生活環境専攻/緑地環境設計研究室
- 九州大学大学院 芸術工学研究院 環境計画部門
- 九州大学大学院 人間環境学府
- 九州産業大学 建築都市工学部 都市デザイン工学科 生態工学研究室
- 南九州大学 環境園芸学部環境園芸学科自然環境専攻
- 福島工業高等専門学校 物質・環境システム工学専攻 金子研究室

## 緑化工学者
- 宗岡寿美（帯広畜産大学地域環境学研究部門）
- 武田一夫（帯広畜産大学地域環境学研究部門）
- 土谷富士夫（帯広畜産大学地域環境学研究部門）
- 菊池俊一（北海道大学大学院農学院環境資源学部門）
- 春木雅寛（北海道大学大学院農学院環境生物科学部門）
- 近藤哲也（北海道大学大学院農学院生物資源生産学専攻）
- 齋藤秀之（北海道大学大学院農学院環境資源学専攻）
- 岡村俊邦（北海道工業大学空間創造学部都市環境学科自然再生研究室）
- 柳原敦（山形大学農学部生物環境学科）
- 澤畑浩（足利工業大学工学部都市環境工学科環境保全計画研究室）
- 守村敦郎 (人間環境大学人間環境学部人間環境学科)
- 湯谷賢太郎（埼玉大学工学部建設工学科水理研究室）
- 青木正雄（日本大学生物資源科学部生物環境工学科）
- 石垣逸朗（日本大学生物資源科学部森林資源科学科）
- 勝野武彦（日本大学生物資源科学部植物資源科学科）
- 藤崎健一郎（日本大学生物資源科学部植物資源科学科）
- 瀧澤英紀（日本大学生物資源科学部森林資源科学科）
- 吉田博宣（元日本大学生物資源科学部植物資源科学科、元京都大学農学部）
- 齊藤陽子（東京大学大学院農学生命科学研究科生圏システム学専攻）
- 太田猛彦（東京農業大学地域資源科学部森林総合科学科）
- 水庭千鶴子（東京農業大学地域資源科学部造園科学科）
- 戸田浩人（東京農工大学農学部地域生態システム学科）
- 吉崎真司（武蔵工業大学環境情報学部環境情報学科）
- 井手久登（早稲田大学理工学総合研究センター）
- 輿水肇（明治大学農学科緑地工学研究室）
- 大澤啓志（日本大学生物資源科学部植物資源科学科、前慶應義塾大学総合政策学部）
- 荒瀬輝夫（信州大学附属アルプス圏フィールド科学教）
- 林博道（信州大学附属アルプス圏フィールド科学教）
- 北原曜（信州大学農学部森林科学科）
- 山本仁志（新潟大学農学部生産環境科学科）
- 角張嘉孝（静岡大学農学部環境森林科学科）
- 逢坂興宏（静岡大学農学部森林資源科学科）
- 切岩祥和（静岡大学農学部共生バイオサイエンス学科）
- 林拙郎（三重大学農学部共生環境学科）
- 木村正信（岐阜大学応用生物科学部生産環境科学課程　環境生態科学コース）
- 千家正照（岐阜大学応用生物科学部応用生物科学科）
- 戸松修（岐阜大学応用生物科学部応用生物科学科）
- 森本幸裕（京都大学地球親和技術学廊）
- 糟谷信彦（京都府立大学大学院農学研究科生物生産環境学専攻）
- 下村孝（京都府立大学環境デザイン学科生活デザイン専攻）
- 夏原由博（大阪府立大学生命環境科学部緑地環境科学専攻）
- 中島敦司（和歌山大学システム工学部環境システム学科）
- 山田宏之（和歌山大学システム工学部環境システム学科）
- 鈴木武志（神戸大学農学部生物環境制御学科）
- 吉川賢（岡山大学大学院環境学研究科生命環境学専攻）
- 波田善夫（岡山理科大学理学部生物地球システム学科生物系）
- 片桐成夫（島根大学生物資源科学部生態環境科学科）
- 佐野淳之（鳥取大学フィールドサイエンスセンター）
- 山中典和（鳥取大学農学部緑化保全）
- 日置佳之（鳥取大学農学部生物資源環境学科）
- 藤原敏（津山工業高等専門学校機械工学科竹資源高度利用研究室）
- 徳岡正三（高知大学農学部暖地農学科森林科学コース）
- 二宮生夫（愛媛大学農学部生物資源学科）
- 江崎次夫（愛媛大学農学部生物資源学科）
- 増田拓朗（香川大学工学部安全システム建設工学科）
- 玉泉幸一郎（九州大学大学院農学府森林資源科学部門）
- 作田耕太郎（九州大学大学院農学府森林資源科学部門）
- 内田泰三（九州産業大学建築都市工学都市デザイン工学科）
- 佐藤一紘（琉球大学農学部生産環境学科）